# Duvashen Padayachee
Duvashen Padayachee (ur. 4 maja 1990) – australijski kierowca wyścigowy.

## Kariera

### Początki
Padayachee rozpoczął karierę w wyścigach samochodowych w roku 2010, od startów w Pacyficznej Formule BMW. Z dorobkiem 49 punktów uplasował się na 11 pozycji w klasyfikacji generalnej. Rok później w JK Racing Asia Series był już piąty. W 2011 roku wystartował także w Radical Australia Cup, gdzie jednak nie był klasyfikowany.

### Formuła Renault 2.0
Prócz startów w Formule Ford Geoff startował w 2011 roku również w Brytyjskiej Formule Renault. W głównej serii 19 punktów dało mu 16 pozycję w klasyfikacji generalnej, zaś serii finałowej był trzynasty.

### Formuła 3
Na sezon 2012 Australijczyk podpisał kontrakt z fińską ekipą Double R Racing na starty w Międzynarodowej Serii Brytyjskiej Formuły 3 oraz Europejskiej Formule 3. Jedynie w edycji brytyjskiej był klasyfikowany. W klasie narodowej wygrał tam 6 wyścigów, a 21 razy stawał na podium. Pozwoliło mu to zdobyć tytuł wicemistrzowski w klasie narodowej.

### Porsche
W 2013 roku Duvashen przeniósł się do Australijskiego Pucharu Porsche Carrera, gdzie startuje w bolidzie Team BRM.

## Statystyki
| Sezon | Seria                                                       | Zespół              | Wyścigi | Zwycięstwa | PP | NO | Podium | Punkty | Pozycja |
| ----- | ----------------------------------------------------------- | ------------------- | ------- | ---------- | -- | -- | ------ | ------ | ------- |
| 2010  | Pacyficzna Formuła BMW                                      | Eurasia Motorsport  | 15      | 0          | 0  | 0  | 1      | 49     | 11      |
| 2011  | JK Racing Asia Series                                       | Eurasia Motorsport  | 14      | 0          | 0  | 0  | 1      | 100    | 5       |
| 2011  | Radical Australia Cup                                       | Radical Australia   | 4       | 0          | 0  | 0  | 0      | 0      | NS      |
| 2012  | Brytyjska Formuła 3 - Międzynarodowa Seria (klasa narodowa) | Double R Racing     | 27      | 6          | 2  | 7  | 21     | 377    | 2       |
| 2012  | Europejska Formuła 3                                        | Double R Racing     | 5       | 0          | 0  | 0  | 0      | 0      | NS†     |
| 2012  | PSCRAA Enduro Championship                                  | Rentcorp Forklifts  | 1       | 0          | 0  | 0  | 0      | 15     | 33      |
| 2013  | Australijski Puchar Porsche Carrera                         | Team BRM            | 20      | 0          | 0  | 0  | 0      | 433,5  | 8       |
| 2013  | Liqui Moly Bathurst 12 Hour - Class B GT3                   | Indiran Padayachee  | 1       | 0          | 0  | 0  | 0      | N/A    | 6       |
| 2014  | Australijski Puchar Porsche Carrera                         | Team BRM            | 21      | 0          | 0  | 0  | 0      | 406    | 11      |
| 2014  | Liqui Moly Bathurst 12 Hour - Class B                       | Rentcorp Motorsport | 1       | 0          | 0  | 0  | 0      | 0      | NS      |
| 2014  | Mount Panorama Production Sports Car One Hour race          |                     | 3       | 0          | 0  | 0  | 1      | N/A    | 2       |
| 2014  | Australian GT Championship - GT Trophy class                | Rentcorp Motorsport | 3       | 0          | 0  | 0  | 0      | 57     | 16      |
| 2014  | Phillip Island 101                                          | Rentcorp Motorsport |         |            |    |    |        | 0      | 16      |
| 2014  | Highlands 101                                               | Rentcorp Motorsport | 1       | 0          | 0  | 0  | 0      | 0      | NS      |

† – Padayachee nie był zaliczany do klasyfikacji generalnej.